# Entre deux rives (film, 2016)
Pour plus de détails, voir Fiche technique et Distribution.
Entre deux rives (Geu-mul : 그물, littéralement Le filet) est un film dramatique sud-coréen écrit, produit et réalisé par Kim Ki-duk, sorti en 2016.
Il est présenté en section Cinema nel Giardino à la Mostra de Venise 2016.

## Synopsis
Nam Chul-woo, un pêcheur Nord-Coréen, navigue sur sa barque sur les eaux du lac servant de frontière entre les deux Corées. Un matin, alors qu'il relève ses filets, son bateau tombe en panne, l'hélice de son bateau se coinçant dans un filet, ce qui le contraint à dériver vers la Corée du Sud. Il est finalement arrêté par les autorités Sud-Coréennes qui le brutalisent lors d'un interrogatoire musclé. Considéré comme un espion à la solde du régime de Kim Jong-un pour un enquêteur et comme un traître méritant d’être fusillé pour les autres, Nam Chul-woo doit lutter pour retourner chez lui et pour retrouver sa famille. 

## Fiche technique
- Titre original : 그물
- Titre français : Entre deux rives
- Réalisation : Kim Ki-duk
- Scénario : Kim Ki-duk
- Costumes : Lee Jeen-ook
- Photographie : Young-sam Jung
- Montage : Park Min-sun
- Musique : Min-young Park
- Production : Kim Ki-duk et Soon-Mo Kim
- Société de production : Kim Ki-duk Film
- Société de distribution : ASC Distribution (France)
- Pays d'origine : Corée du Sud
- Langue originale : coréen
- Format : couleur - 1.85 : 1 - Dolby Digital - 35 mm
- Genre : drame
- Durée : 114 minutes
- Dates de sortie :
  -  Italie : 31 août 2016 (Mostra de Venise 2016)
  -  Corée du Sud : 6 octobre 2016
  -  France : 5 juillet 2017

## Distribution
- Ryoo Seung-bum : Nam Chul-woo
- Lee Won-geun : Oh Jin-woo
- Young-Min Kim : L'inspecteur
- Gwi-hwa Choi : Le chef du département
- Ji-hye Ahn : Min-ja
- Jeong Ha-dam : Jin Dal-Rae
- Lee Sol-gu : Le réfugié nord-coréen
- Eun-woo Lee : La femme de Nam Chul-woo
- Jae-ryong Jo : Le chef de patrouille nord-coréen
- Kim Su-an : La fleuriste

## Accueil

### Accueil critique
L'accueil critique est correct : le site Allociné recense une moyenne des critiques presse de 2,9/5 basée sur quinze retours, tandis que dans la catégorie des critiques spectateurs, le site SensCritique recense une moyenne de 7,0/10 basée sur plus de 300 retours.

## Prix
- Festival du film politique de Porto-Vecchio 2017 : Prix du jury